# Campionato cipriota di calcio a 5 2004-2005
Il Campionato cipriota di calcio a 5 2004-2005 è stato il sesto campionato cipriota di calcio a 5 ed è stato giocato nella stagione 2004/2005. Dopo il girone di playoff, la vittoria finale è andata all'AGBU Ararat, al quinto titolo cipriota consecutivo.

## Stagione regolare
| Pos | Squadra                 | Pti | G  | V  | N | P  | GF  | GS  |
| --- | ----------------------- | --- | -- | -- | - | -- | --- | --- |
| 1   | AGBU Ararat             | 50  | 18 | 16 | 2 | 0  | 163 | 35  |
| 2   | Parnassos               | 47  | 18 | 15 | 2 | 1  | 122 | 38  |
| 3   | Omonia Nicosia          | 35  | 18 | 11 | 2 | 5  | 106 | 84  |
| 4   | Cyprus College          | 32  | 18 | 10 | 2 | 6  | 87  | 80  |
| 5   | SPE Strovolou           | 28  | 18 | 9  | 1 | 8  | 80  | 95  |
| 6   | APOK University Nicosia | 24  | 18 | 8  | 0 | 10 | 64  | 93  |
| 7   | Olympiakos Nicosia      | 20  | 18 | 6  | 2 | 10 | 80  | 99  |
| 8   | Livadiakos              | 15  | 18 | 4  | 3 | 11 | 83  | 114 |
| 9   | Liverpool Nicosia       | 6   | 18 | 2  | 0 | 16 | 56  | 120 |
| 10  | Naki Idaliou            | 6   | 18 | 2  | 0 | 16 | 40  | 123 |

|  | Play-Off   |
|  | Retrocesse |

## Girone di playoff
| Pos | Squadra        | Pti | G  | V  | N | P  | GF  | GS  |
| --- | -------------- | --- | -- | -- | - | -- | --- | --- |
| 1   | AGBU Ararat    | 65  | 24 | 21 | 2 | 1  | 198 | 47  |
| 2   | Parnassos      | 57  | 24 | 18 | 3 | 3  | 145 | 50  |
| 3   | Cyprus College | 40  | 24 | 12 | 4 | 8  | 107 | 105 |
| 4   | Omonia Nicosia | 36  | 24 | 11 | 3 | 10 | 123 | 130 |